# 郭湸
郭湸（1579年—1639年），字季昭，號孟諸，河南省衛輝府新鄉縣人，民籍。

## 生平
己卯九月初六日生，行四，治《易經》，由學生中式丙午鄉試二十五名舉人，年三十一歲中式萬曆三十八年庚戌科會試七十二名，第三甲第二百十二名進士。都察院觀政，授行人司行人。历官扬州府同知、荆州府知府，天啓五年（1625年）十一月升山东按察司副使、天津兵备道。

## 家族
曾祖郭孔嘉；祖父郭千之，名山县主簿，贈鳳陽府通判；父郭蒙吉，蘇州府同知，封奉政大夫；母王氏（封宜人）。慈侍下。妻茹氏。兄郭淓（庠生）；郭淐（右春坊右庶子兼翰林院侍读）；郭滌（鴻臚寺序班）。
子郭士柟；郭士楷；郭士棟。